# 朱誠澯
秦莊王朱誠澯（1453年—1493年1月17日），明朝秦藩第二代臨潼王，追封秦王，臨潼惠簡王（追封秦安王）朱公銘的第四子（唯一嫡子），母妃劉氏。

## 生平
景泰四年（1453年）生，同年三月二十九日（5月7日）賜名。天順八年（1464年）冊封為臨潼王長子，成化十三年四月二十四日（1477年5月18日）襲封臨潼王。弘治五年十二月三十日（1493年1月17日）薨，諡號和僖。享年四十，在位十六年。庶長子朱秉欆於弘治八年（1495年）襲封臨潼王，弘治十三年（1501年）因秦簡王朱誠泳無子而進襲秦王。
大禮議之後的嘉靖八年（1529年），令旁支襲爵者得追封其本生祖父母、父母。嘉靖十七年（1538年），秦王朱惟焯以例奏請追封祖父為秦王。明世宗許之，遂下詔追封朱誠澯為秦王，改諡莊。

## 家庭

### 妻
- 王妃紀氏，西安前衛義官紀宣之女。

### 子
- 嫡长子：未命名早夭
- 嫡二子：朱秉杊[3]，早夭
- 庶三子：朱秉欆，镇国将军→臨潼王→秦王[4]
- 庶四子：朱秉櫝[5]